# ويليام ألين (مهندس معماري)
ويليام ألين (بالإنجليزية: William Allen)‏ هو مهندس معماري أمريكي، ولد في 1870، وتوفي في 11 أكتوبر 1928.